# 722 (szám)
A 722 (római számmal: DCCXXII) egy természetes szám.

## A szám a matematikában
A tízes számrendszerbeli 722-es a kettes számrendszerben 1011010010, a nyolcas számrendszerben 1322, a tizenhatos számrendszerben 2D2 alakban írható fel.
A 722 páros szám, összetett szám. Kanonikus alakban a 21 · 192 szorzattal, normálalakban a 7,22 · 102 szorzattal írható fel. Hat osztója van a természetes számok halmazán, ezek növekvő sorrendben: 1, 2, 19, 38, 361 és 722.